# Elymnias violetta
Elymnias violetta är en fjärilsart som beskrevs av Hans Fruhstorfer 1902. Elymnias violetta ingår i släktet Elymnias och familjen praktfjärilar. Inga underarter finns listade i Catalogue of Life.